# Aragac
Az Aragac (örményül Արագած) Örményország legmagasabb hegycsúcsa. Aragacotn tartományban található, Jerevántól 45 km-re északnyugatra. Kialudt rétegvulkán, anyaga andezit és dácit. Krátere ovális alakú, mérete 2×1,5 km. A kráter szélén négy csúcs található, ezek közül legmagasabb az északi, amely 4095 m. A nyugati, keleti illetve déli csúcsok 4 007 m, 3 916 m valamint 3 879 m magasak. 

## Galéria

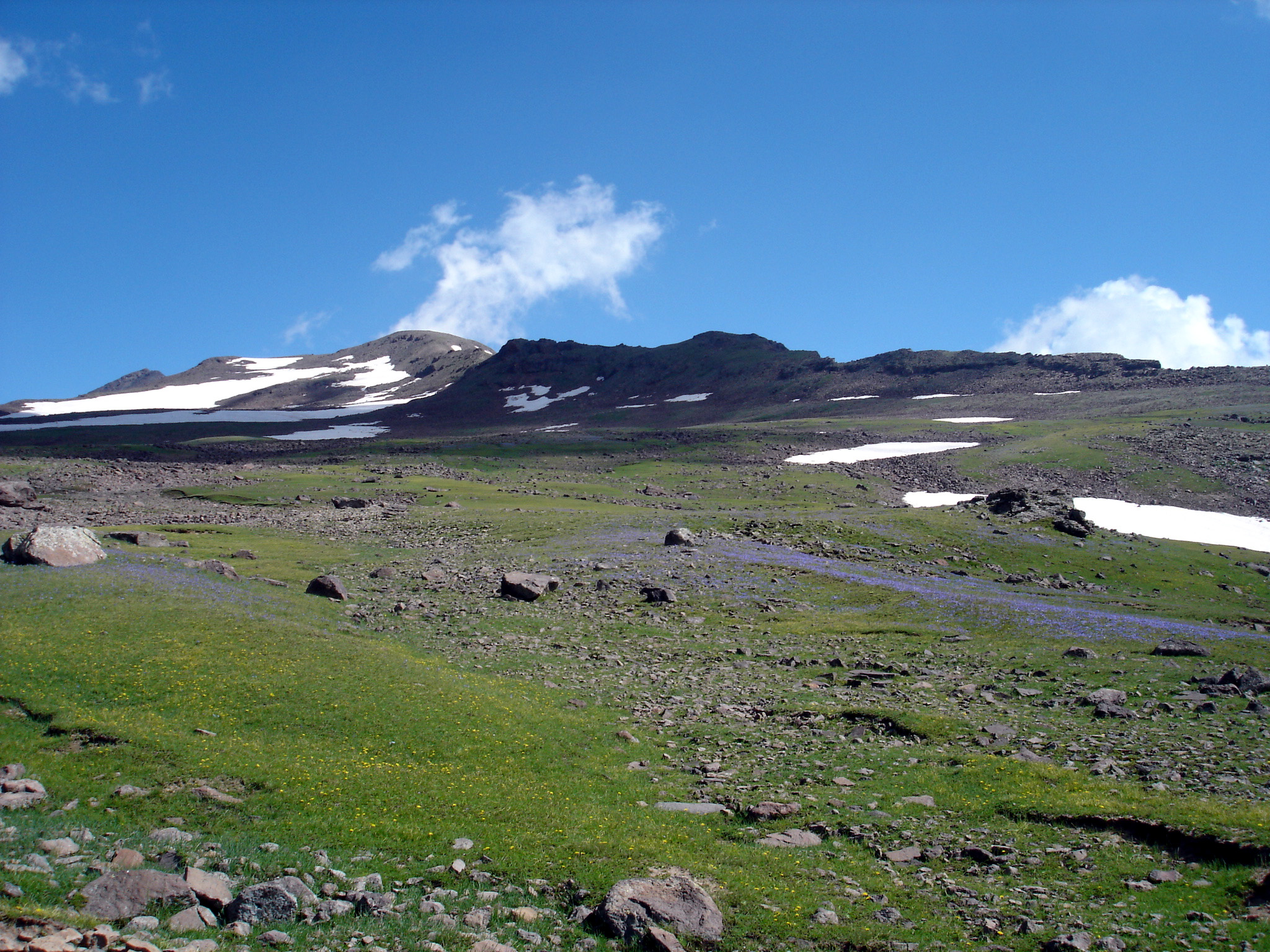
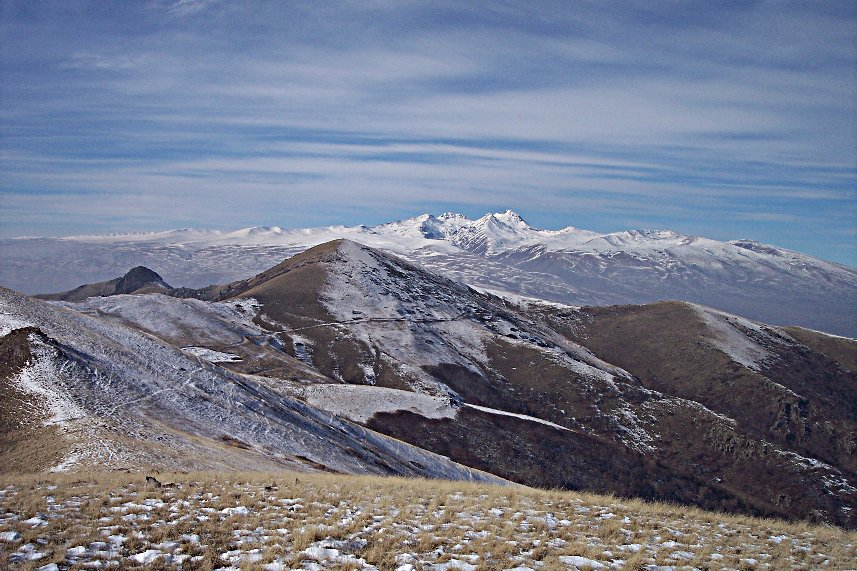
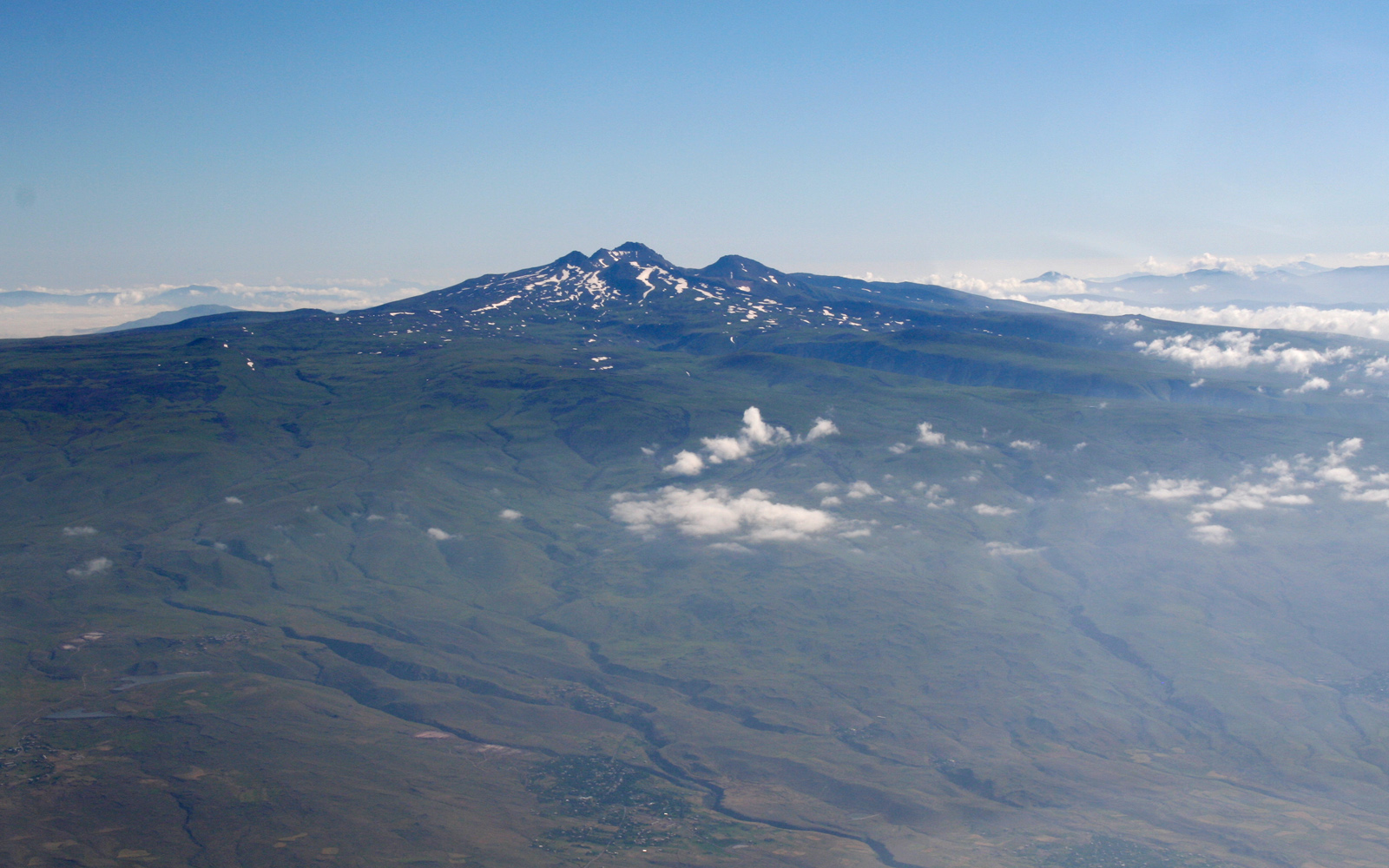
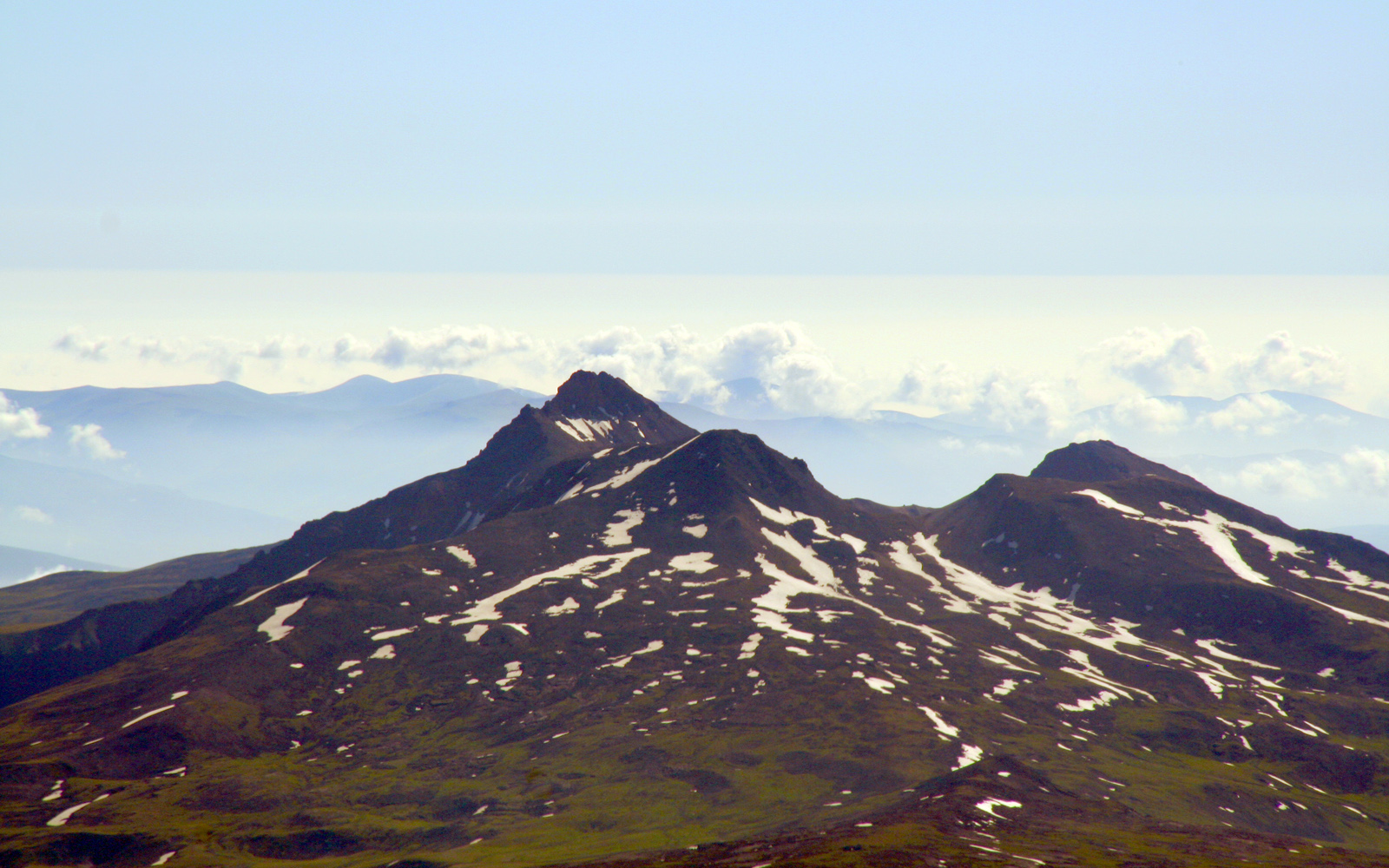
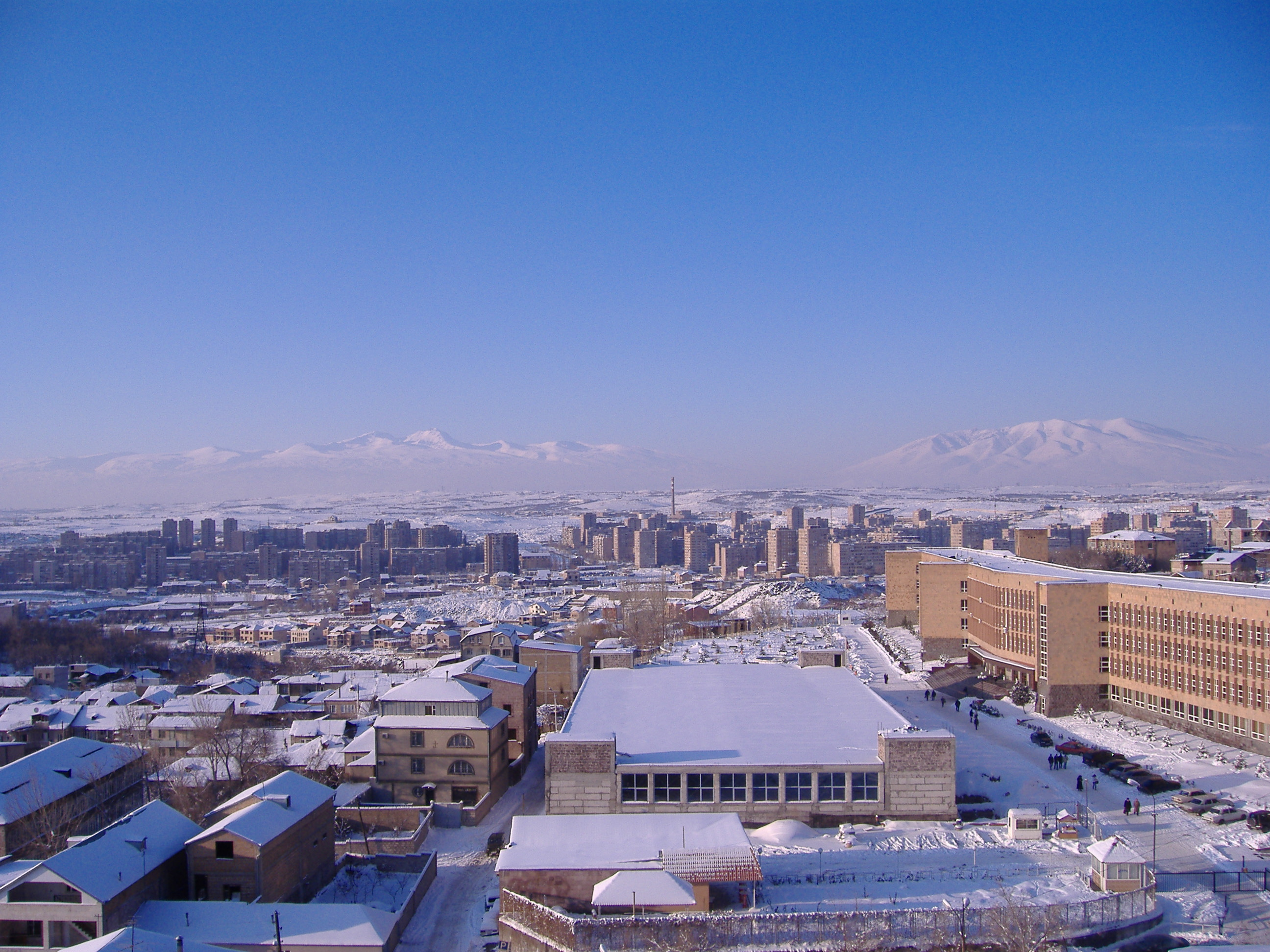
Az Aragac Jerevánból nézve